# Perro de Estroncio
Perro de Estroncio (en el inglés original, Strontium Dog) es una duradera serie británica de historieta de ciencia ficción, protagonizada por Johnny Alpha, un cazarrecompensas mutante con una imaginativa panoplia de máquinas y armas.
La serie fue creada por el guionista John Wagner (con el seudónimo T. B. Grover) y el dibujante Carlos Ezquerra para Starlord, una revista quincenal de historieta de escasa vida, en 1978. Cuando Starlord se canceló, Perro de Estroncio pasó a 2000 AD. A partir de 1980, Alan Grant empezó a colaborar con Wagner, pero Grant permaneció como el único guionista acreditado. Grant escribió la serie en solitario desde 1988 hasta 1990.
En 1981, algunas de las historietas de la serie fueron traducidas por primera vez al castellano en la revista "Cimoc", de Riego Ediciones. En el 2008, Ediciones Kraken anunció una primera entrega de la recopilación completa de la serie.